# 하즈카셈
순교자 하즈 카셈(Martyr Haj Qasem, 페르시아어: موشک بالستیک شهید حاج قاسم)은 2020년 8월에 공개된 이란의 탄도 미사일이다. 이 미사일은 2020년 1월 미국에 의해 암살된 이란의 이슬람 혁명 수비대 사령관 가셈 솔레이마니의 이름을 따서 명명되었다.
하즈-카셈의 사거리는 1,400 킬로미터 (870 mi)이며 탄두 중량은 500 킬로그램 (1,100 lb)이다. "하즈-카셈 (솔레이마니) 미사일"의 공개와 함께, 이란은 해군 순항 미사일인 아부 마흐디를 공개했다.
2025년 5월 4일, 이란 국방부 준장 아지즈 나시르자데는 이란 국영 텔레비전에서 이란의 하즈 카셈 시리즈의 개선된 변형인 카셈 바시르를 공개했다. 이 미사일은 준중거리 탄도 미사일 (MRBM)이며, 고체연료를 사용하는 2단 시스템을 특징으로 한다. 이란 관리들은 카셈 바시르가 약 1,200 킬로미터 (750 mi)의 사거리를 가지고 있으며, 향상된 유도 및 대응책 저항 기능을 갖추고 있다고 말한다. 이란은 카셈 바시르 미사일이 첨단 미사일 방어를 뚫고 GPS 없이도 활주로, 격납고와 같은 특정 목표물을 "정확히" 타격할 수 있다고 주장하지만, 서방 분석가들은 내부 선전 (사회학)으로 인해 이러한 주장에 의구심을 표하고 있다.

## 같이 보기
- 이란 국방부 및 군수지원부
- 이란에서 제조된 군사 장비 목록
- 이란의 과학과 기술
- 카셈 바시르